# Alexandra Popp
Alexandra Popp (ur. 6 kwietnia 1991 w Witten) – niemiecka piłkarka nożna, zawodniczka drużyny kobiecej Bundesligi VfL Wolfsburg, królowa strzelczyń Mistrzostw Świata kobiet U20 w Niemczech, gdzie Niemki, wygrywając wszystkie 6 meczów, zostały mistrzyniami świata.

## Kariera sportowa
Laureatka Złotej Piłki i Złotego Buta na tym turnieju. W sezonie 2010/2011 zdobyła 11 bramek w Bundeslidze Kobiet, a jej zespół zajął 3. miejsce w rozgrywkach.
Jest młodą utalentowaną zawodniczką, karierę rozpoczynała w FC Silschede, skąd przeniosła się do 1. FFC Recklinghausen, a następnie w 2008 roku trafiła do FCR 2001 Duisburg (od 2014 roku klub występuje pod nazwą MSV Duisburg), od 2012 roku zawodniczka  VfL Wolfsburg. Bramki zaczęła zdobywać już w wieku 15 lat, kiedy to grała w reprezentacji U17.
Obecnie występuje w reprezentacji Niemiec kobiet, jest najmłodszą zawodniczką w kadrze Niemek. Jej pseudonim brzmi Poppi.
30 października 2011 roku ustanowiła rekord strzelonych bramek. W meczu Pucharu DFB Kobiet strzeliła 6 bramek w wygranym przez FCR 2001 Duisburg meczu z Herforder SV 10:0. 12 maja 2013 roku jej zespół VfL Wolfsburg został po raz pierwszy w historii mistrzyniami Niemiec, jest to pierwsze w karierze mistrzostwo Niemiec tej piłkarki. Ponadto jej zespół w sezonie 2012/13 zwyciężył w Pucharze DFB kobiet i Lidze Mistrzyń UEFA. W 2014 roku jej zespół obronił mistrzostwo Niemiec i Puchar Ligi Mistrzyń UEFA. W 2015 roku jej zespół wygrał Puchar DFB Kobiet i stracił mistrzostwo Niemiec na rzecz Bayernu Monachium.
Grała na Mistrzostwach Świata Kobiet 2015 w Kanadzie, gdzie Niemki zajęły 4.miejsce, przegrywając w meczu o 3. miejsce po dogrywce 0:1 z Angielkami. W 2018 roku finalistka LM Kobiet z Wolfsburgiem, porażka 1:4 po dogrywce z Olympique Lyon. Zeszła w 95. minucie za czerwoną kartkę (za drugą żółtą). W 2016 roku w Reggio Emilia jej zespół również przegrał w finale LM Kobiet z Lyonem, tyle że po karnych. W 2017 i 2018 roku 2 kolejne tytuły mistrzyń Niemiec z Wolfsburgiem.